# Nontóciens számok
A számelméletben azokat a pozitív egész számokat, amiket nem vesz fel az Euler-függvény (φ, totiens- vagy tóciens-függvény), tehát nem szerepelnek az Euler-függvény értékkészletében – a φ(x) = n egyenletnek nincs x-re megoldása – J. J. Sylvester 1879-es kifejezésének átvételével nem totiens, nontotiens vagy nontóciens számoknak is nevezhetjük. Más szavakkal, n nontóciens, ha nincs olyan x pozitív egész, amihez pontosan n nála kisebb, vele relatív prím szám létezik. Minden páratlan szám ilyen, kivéve az 1-et, amihez az x = 1 és x = 2 megoldás tartozik. Az első néhány páros nontóciens szám:
14, 26, 34, 38, 50, 62, 68, 74, 76, 86, 90, 94, 98, 114, 118, 122, 124, 134, 142, 146, 152, 154, 158, 170, 174, 182, 186, 188, 194, 202, 206, 214, 218, 230, 234, 236, 242, 244, 246, 248, 254, 258, 266, 274, 278, 284, 286, 290, 298, ... (A005277 sorozat az OEIS-ben)
A legkisebb k, amire φ(k) = n (tehát a legkisebb hely, ahol az Euler-függvény fölvesz egy adott értéket):
0, 1, 3, 0, 5, 0, 7, 0, 15, 0, 11, 0, 13, 0, 0, 0, 17, 0, 19, 0, 25, 0, 23, 0, 35, 0, 0, 0, 29, 0, 31, 0, 51, 0, 0, 0, 37, 0, 0, 0, 41, 0, 43, 0, 69, 0, 47, 0, 65, 0, 0, 0, 53, 0, 81, 0, 87, 0, 59, 0, 61, 0, 0, 0, 85, 0, 67, 0, 0, 0, 71, 0, 73, ... (A049283 sorozat az OEIS-ben)
A legnagyobb k, amire φ(k) = n (tehát a legnagyobb hely, ahol az Euler-függvény fölvesz egy adott értéket):
0, 2, 6, 0, 12, 0, 18, 0, 30, 0, 22, 0, 42, 0, 0, 0, 60, 0, 54, 0, 66, 0, 46, 0, 90, 0, 0, 0, 58, 0, 62, 0, 120, 0, 0, 0, 126, 0, 0, 0, 150, 0, 98, 0, 138, 0, 94, 0, 210, 0, 0, 0, 106, 0, 162, 0, 174, 0, 118, 0, 198, 0, 0, 0, 240, 0, 134, 0, 0, 0, 142, 0, 270, ... (A057635 sorozat az OEIS-ben)
A k helyek száma, amire φ(k) = n: 
1, 2, 3, 0, 4, 0, 4, 0, 5, 0, 2, 0, 6, 0, 0, 0, 6, 0, 4, 0, 5, 0, 2, 0, 10, 0, 0, 0, 2, 0, 2, 0, 7, 0, 0, 0, 8, 0, 0, 0, 9, 0, 4, 0, 3, 0, 2, 0, 11, 0, 0, 0, 2, 0, 2, 0, 3, 0, 2, 0, 9, 0, 0, 0, 8, 0, 2, 0, 0, 0, 2, 0, 17, ... (A014197 sorozat az OEIS-ben)
A Carmichael-sejtés szerint a fenti sorozat a nulladik elemén kívül nem tartalmaz 1-eseket.
A páros nontotiens számok lehetnek prímszám plusz egy, de sosem lehetnek prímszám mínusz egy alakúak. Ennek oka, hogy definíció szerint minden a prímszámnál kisebb szám relatív prím hozzá képest. Képlettel leírva, ha p prím, φ(p) = p − 1. Hasonlóan, ha n prímszám, az n(n − 1) alakban felírható számok biztosan nem nontotiensek, hiszen φ(p2) = p(p − 1).
Ha egy n természetes szám totiens, megmutatható, hogy n·2k minden k természetes számra totiens.
Végtelen sok nontotiens szám létezik; sőt végtelen sok olyan p prímszám létezik (például 78557 vagy 271129, lásd Sierpiński-számok) amire minden 2a·p nontotiens, valamint minden páratlan számnak létezik nontotiens többszöröse.

## Fordítás
- Ez a szócikk részben vagy egészben a Nontotient című angol Wikipédia-szócikk ezen változatának fordításán alapul.  Az eredeti cikk szerkesztőit annak laptörténete sorolja fel. Ez a jelzés csupán a megfogalmazás eredetét és a szerzői jogokat jelzi, nem szolgál a cikkben szereplő információk forrásmegjelöléseként.